# Abbazia di Arbroath
L'abbazia di Arbroath (in inglese: Arbroath Abbey), che si erge nell'omonima cittadina venne fondata nel 1178 per volere di Guglielmo I di Scozia per ospitare dei Benedettini dell'Ordine di Tiron che provenivano dall'Abbazia di Kelso. Nel 1197 venne consacrata al defunto Tommaso Becket che il re aveva conosciuto presso la corte inglese. L'abbazia di Arbroath fu l'unica costruzione "personale" di Guglielmo che venne seppellito qui, di fronte all'altare maggiore, nel 1214
L'ultimo abate fu il Vescovo David Beaton che nel 1522 succedette a suo zio diventando Arcivescovo di Saint Andrews.
Attualmente l'abbazia è sotto le cure dell'Historic Scotland ed è aperta al pubblico a pagamento. L'abbazia in arenaria rossa sorge alla sommità di High Street.

## Storia
Guglielmo susseguentemente diede all'abbazia di Arbroath la libertà dalla Chiesa madre e la finanziò generosamente donando loro le entrate di ventiquattro parrocchie e terre in diversi burgh (che erano entità municipali scozzesi) reali. Ai monaci venne data la possibilità di costruire un porto e di tenere mercato e Giovanni d'Inghilterra accordò ai monaci di poter comprare e vendere beni ovunque in Inghilterra, tranne che a Londra senza pagare dazio.
L'abbazia divenne la più ricca di Scozia ed è famosa anche per essere associata alla Dichiarazione di Arbroath del 1320 che si crede essere stata redatta dall'abate Bernard di Kilwinning che era cancelliere sotto il regno di Roberto I di Scozia.
Dal 1947 una commemorazione storica della firma della dichiarazione si tiene sotto le rovine a cielo aperto dell'abbazia, questa celebrazione così come molti altri eventi vengono portati avanti dalla Arbroath Abbey Timethemes, organizzazione benefica locale, che racconta non solo della firma in sé, ma anche degli eventi che portarono alla stesura della dichiarazione. Non sono tuttavia eventi annuali, ve n'è stato uno nell'agosto del 2000 un altro nel 2005 e ne sono stati programmati altri. Ogni anno comunque il 6 aprile si tiene una processione per le strade e una breve rappresentazione teatrale che si svolge, sempre, per strada.
L'abbazia cadde in rovina con la Riforma scozzese e dal 1590 in poi le sue pietre vennero usate per costruire la cittadina di Arbroath, questo andare continuò fino al 1815 quando s'iniziarono a prendere provvedimenti per preservare le rovine restanti.
Nel Natale del 1950 la Pietra di Scone venne rubata dall'Abbazia di Westminster e venne quindi ritrovata dove c'era l'altare della chiesa dell'abbazia l'11 aprile seguente.
Nel 2005 è partita una campagna con lo scopo di far dichiarare l'abbazia Patrimonio dell'umanità non solo perché essa costituisce un tratto distintivo della regione dell'Angus, ma anche perché vi fu firmata la dichiarazione sulla base del fatto che la dichiarazione costituisce un'opera letteraria di universale valore.

## Architettura
L'abbazia venne costruita nell'arco di sessant'anni usando la locale arenaria rossa tuttavia il complesso pare presentare un unico stile architettonico riconducibile al primo inglese gotico, anche se la porta d'ingresso con arco rotondo collocata sul lato ovest è riconducibile al periodo tardo normanno. Il Triforio collocato sopra la porta è un esempio unico nell'architettura scozzese, questo è fiancheggiato da due torri gemelle decorate con arcate chiuse. La chiesa a forma di croce misura 84 metri per 49 di larghezza.
Oggi rimane la Sagrestia aggiunta dall'abate Paniter nel XV secolo il Transetto meridionale dove si trovano le più grandi finestre a sesto acuto della Scozia, parte del coro e del Presbiterio, la metà meridionale della Navata, parte delle torri occidentali e il portone ovest. La chiesa in origine aveva una torre centrale e probabilmente un pinnacolo che doveva essere visibile da molte miglia contrassegnando non solo il paesaggio, ma che lo rendeva visibile anche dal mare.
La soffice pietra che la costituiva era rinforzata esternamente da dell'intonaco e internamente da del Rinzaffo, questa copertura è andata perduta da tempo e molti dettagli architettonici sono stati erosi dal tempo, tuttavia frammenti staccati si sono trovati durante i lavori di consolidamento dando l'idea dell'architettura austera che doveva avere allora.
La caratteristica finestra tonda che si ergeva alta sul transetto sud veniva illuminata di notte quale segnale per i marinai, localmente è conosciuta come la Round O.
Degli edifici dei monaci rimane poco a parte la grande portineria che si stende fra l'angolo sud-ovest della chiesa e una torre difensiva che dà su High Street e la casa dell'abate rifatta più volte nel XIII, XV e XVI secolo, rendendola l'esemplare meglio conservato di Scozia.
L'abbazia di Arbroath fu ispirazione per il monastero di St. Ruth che appare ne L'antiquario di Walter Scott.